# Identitat social
La identitat social és una construcció personal que es basa en la integració o no de les actituds, valors i normes de persones significatives que ens envolten i la interiorització de rols. La identitat personal forma una part de l'autoconcepte. A partir d'això definim identitat social com la part de l'autoconcepte que es deriva de pertànyer a grups socials determinats. La teoria de la identitat social va ser desenvolupada per Henri Tajfel i John Turner l'any 1979, per facilitar el ple coneixement psicològic de la discriminació entre grups.
Henri Tajfel s'interessa per les relacions intergrupals i per com es defineix el mateix grup en relació amb els altres. Indica que les persones s'autocategoritzen sent membres, al mateix temps, de diferents grups. Aquesta autopercepció de categoria és el que forma l'autoconcepte. Pertànyer a un grup pot ser negatiu o positiu per l'autoconcepte en funció de la valoració que fa la mateixa persona membre d'aquest grup.

## Conceptes bàsics
Henri Tajfel indica que els tres conceptes bàsics de la teoria de la identitat social, que es complementen, són:
1- Categorització social: és el procés cognitiu pel que s'agrupen objectes i persones que es consideren similars. Simplifica la realitat i permet construir la pròpia identitat social. Tendeix a augmentar les discrepàncies entre categories diferents i les similituds entre els d'una mateixa categoria. Aquest concepte explica les distincions que es fan entre els grups, el motiu pel qual els subjectes es perceben com a membres de diferents categories, però no explica per què es valora el mateix grup de forma positiva i els altres grups de forma negativa.
2- Identitat Social: Ja s'ha comentat que aquesta és la part de l'autoconcepte de la persona com a resultat de formar part d'un grup determinat, i que, a través de la comparació social entre el mateix grup i els altres, porta a la valoració positiva o negativa.
3- La comparació social: és el procés pel qual les persones es comparen amb els altres. També s'aplica als grups. La valoració del propi grup només serà positiva si aquest ostenta realment unes característiques molt més positives que els altres grups.
Segons Henri Tajfel el concepte sociològic de grup es refereix a un nombre de persones que actuen d'acord a les normes establertes. Les persones que actuen entre si, s'han de definir com a membres del grup amb les mateixes normes d'interacció, que són moralment obligatòries per a ells, però que no ho són pels que són considerats com estranys al grup. Les persones que interactuïn en un grup han de ser qualificades per altres components del grup com a companys de grup. Segons la mateixa teoria, un individu romandrà en un grup i cercarà la pertinença a nous grups si aquests tenen alguns aspectes positius de la seva identitat social, dels quals pugui aconseguir alguna satisfacció. Si un grup no satisfà aquest requisit, l'individu abandonadora, llevat que aquest abandonament sigui impossible per raons objectives o entrin en conflicte valors importants que, en si mateixos, són una part de l'autoimatge acceptada per ell. Cap grup viu aïllat en la societat, ja que tots els grups viuen amb altres grups. Els aspectes positius de la identitat social, la reinterpretació d'atributs, i el compromís en l'acció social adquireixen un veritable sentit social.

## Autors que complementen la teoria de Tajfel
a.-Henri Tajfel i John Turner diuen que, d'acord amb la teoria de la identitat social, hi ha dues parts de l'autoconcepte, concretament: la identitat personal que representa el “jo individual”, i la identitat social que s'identifica amb el concepte “els meus grups”.
b.- James Ferguson i Allen C. Kelley, parlant de com es considera més positiu el mateix grup que els altres, indiquen que es tendeix a sobreestimar el mateix grup quan realitza la mateixa tasca que fan els altres.
Les explicacions basades en la identitat social permeten oferir una visió més enllà de les explicacions individualistes de la conducta. Alguns economistes com ara George Arthur Akerlof i Rachel E. Kranton (2000) ofereixen una explicació de la conducta humana com a resultat de la identificació en un grup, fet que permet a l'individu rebre beneficis de la seva conducta més enllà dels pecuniaris derivats d'adequar-se a les prescripcions del grup.
Com a formes específiques de la identitat social cal destacar la identitat nacional, la identitat ètnica i la identitat de gènere.